# Noradrenalin
Noradrenalin (norepinefrin; arterenol), C8H11O3N, prekursor je adrenalina, hormona srži nadbubrežne žlijezde. 
Prijenosna je supstanca u živčanom tkivu.
U SAD-u poznat kao norepinefrin.
Noradrenalin - neadekvatno izlučivanje povezano je sa stanjima manije i depresije.[nedostaje izvor]
Spada u skupinu ketokolamina (biogenih amina).

## Biosinteza
Biosinteza noradrenalina započinje oksidacijom aminokiseline tirozin u dihidroksifenilalanin (dopa), međuproizvod pri stvaranju melanina. Dopa dekarboksilacijom daje dopamin, koji već ima biološko djelovanje (neurotransmiter). U adenohipofizi dopamin djeluje kao prolaktostatin (sprječava izlučivanje prolaktina). Na kraju dolazi do hidroksilacije u pobočnom lancu, a nastali noradrenalin može se metilirati S-adenizil-metioninom i time tvoriti adrenalin.

## Funkcija
Noradrenalin je jedan od hormona stresa. Zbog stresne reakcije dolazi do aktivacije simpatičkog sustava i lučenja noradrenalina. Pod utjecajem ovog neurotransmitera dolazi do:
- aktivacije moždanih struktura i usmjeravanja pažnje
- ubrzanje rada srca
- povećanja snage srca
- suženja krvnih žila (vazokonstrikcija) perifernog tkiva
- proširenja zjenica (midrijaza)
- inhibicije rada crijeva i mjehura, i pojačavanja tonusa mišića sfinktera.

Isto tako, noradrenalin sudjeluje u regulaciji sna i raspoloženja.